# Zvonko (lik)
Zvonko je lik lutka engleske dječje spisateljice Enid Blyton iz njezinih knjiga i njihovih ekranizacija. U engleskom originalu zove se Noddy.

## Početak
Zvonko je čovječuljak koji živi sam u svojoj kući u Toytownu.
Prva knjiga objašnjava Zvonkovo podrijetlo. Izradio ga je jedan drvodjelja, ali Zvonko je pobjegao kada je drvodjelja počeo počeo raditi drvena lava kojeg se Zvonko jako bojao. Tako je počeo lutati po šumama bez odjeće, novca i doma, ali upoznao je Big Earsa, prijateljskoga gnoma. Big Ears odluči da je Zvonko igračka i odvede ga u Toyland. Kupio mu je nešto odjeće i kuću u kojoj će Zvonko živjeti. Dok je Zvonko bio sretan time što je igračka, njegovi sugrađani nisu se slagali s time. Izveli su ga pred sud i pitali se je li igračka ili ukras. U nastavku Zvonko je proglašen igračkom, ali još je uvijek trebao uvjeriti sud da je dobra igračka. Sud donosi odluku da je dobar na temelju svjedočenja jedne lutke koja je rekla da je Zvonko spasio jednu djevojčicu od lava, stoga Zvonko može ostati u Toylandu. U drugoj je knjizi dobio automobil. Taj mu je Automobil poklonjen nakon što je pomogao riješiti jedan lokalan misterij.

## Karakterizacija
Zvonko voli prevoziti svoje male prijatelje u svom crvenožutom taksiju po Toytownu. Ostale ga igračke čuju kada dolazi po posebnome zvuku koji radi njegova truba i po zveketu zvončića na njegovoj plavoj kapi. Često se koristi svojim automobilom da bi posjetio sva mjesta u Toytownu. Kada mu s taksijem stvari ne idu dobro ili mu treba pomoć obrati se Big Earsu koji mu svaki put da što mu treba. Ponekad Zvonko daje ljudima da diraju njegovu kapu u zamjenu za neke male stvari poput jutarnjeg mlijeka. Zvonkov je najvjerniji pratilac pas Bumpy. Bumpy ga prati u gotovo svim avanturama. 
Zvonko je iskren i pošten, ali često upada u nevolje zbog nerazumijevanja ili zato što mu netko (najčešće dva zla goblina) naprave nekakav ružan trik. Vrlo je djetinjast u svojem shvaćanju svijeta i često zbunjen. U nastavku priče postaje mudriji, ali bez gubitka svojega šarma i slatke naivnosti. Zvonkovi su najbolji prijatelji: Big Ears, Tessie Bear, pas Bumpy i Tubby Bears.
Tessie je ljubazna medvjedica koja često nosi šešir s cvijećem i suknju; jako je pristojna i puna ljubavi za sve svoje prijatelje i susjede. Ima psa, Bumpya, koji voli praviti probleme ljudima. Zvonka Bumpy često živcira, ali uvijek mu je simpatičan. Svaki put kada Zvonko prijeti Bumpyu Tessie se uznemiri, a ponekad i zaplače. Medvjedi Tubby stanuju pokraj Zvonka. Gospodina i gospođa Tubby često mu pomažu. Oni su Zvonku poput roditelja. Imena Tubbya nikada nisu izrečena, a Zvonko ih je uvijek zvao Gospodin i Gospođa Tubby. Imaju sina Tubby kojeg se ponekad zove Master Tubby. Bio je nestašan i neposlušan dječak. Jednom prilikom Tubbyju dosadi što mu svi uvijek naređuju i kažnjavaju ga, stoga odlazi na more. Igrom slučaja Zvonko i Bumpy pridruže mu se. Na kraju puta Tubbyju počinju nedostajati roditelji pa im donosi darove isprike.
Zvonko je imao mnogo prepirki s Gospodinom Plodom, lokalnim policajcem. Neke su prepirke uzrokovane nerazumijevanjem načina funkcioniranja Toylanda, a neke druge zbog lažnih identiteta. Gospodin Plod bio je jako tolerantan prema Zvonku i često mu je pomagao na svoj način. Gospodin Plod često je hvatao zločince na svojem policijskom biciklu svojom zviždaljkom i svojom najčešćom rečenicom „stani u ime zakona".

## Knjige
Originalne 24 knjige o Zvonku objavljene su između 1949. i 1963. Harmsen Van der Beek ilustrirao je prvih 7 knjiga o Zvonku. Nakon njegove smrti 1953. izvorni su stil zadržali ilustratori Robert Tyndall, Peter Wienk, Mary Brooks i Robert Lee.
Knjige se prodaju u velikim količinama: otprilike 600.000 knjiga godišnje u Francuskoj s velikim porastom popularnosti i u Indiji. Lik Zvonka u vlasništvu je Choriona.

## Serija Zvonka
1. Noddy Goes to Toyland (1949.)
2. Hurrah for Little Noddy (1950.)
3. Noddy and His Car (1951.)
4. Here Comes Noddy Again! (1951.)
5. Well Done Noddy! (1952.)
6. Noddy Goes to School (1952.)
7. Noddy at the Seaside (1953.)
8. Noddy Gets into Trouble (1954.)
9. Noddy and the Magic Rubber (1954.)
10. You Funny Little Noddy (1955.)
11. Noddy Meets Father Christmas (1955.)
12. Noddy and Tessie Bear (1956.)
13. Be Brave, Little Noddy! (1956.)
14. Noddy and the Bumpy-Dog (1957.)
15. Do Look Out, Noddy (1957.)
16. You're a Good Friend, Noddy (1958.)
17. Noddy Has an Adventure (1958.)
18. Noddy Goes to Sea (1959.)
19. Noddy and the Bunkey (1959.)
20. Cheer Up, Little Noddy! (1960.)
21. Noddy Goes to the Fair (1960.)
22. Mr. Plod and Little Noddy (1961.)
23. Noddy and the Tootles (1962.)
24. Noddy and the Aeroplane (1963.)

U studenom 2008. Byltonova unuka objavila je novu knjigu o Zvonku povodom proslave 60 godišnjice lika.

## Vanjske poveznice
- Noddy  Arhivirana inačica izvorne stranice od 15. rujna 2002. (Wayback Machine), Službena stranica
- Noddy's Summer Tour (UK)  Arhivirana inačica izvorne stranice od 22. svibnja 2008. (Wayback Machine)
- Neslužbena stranica  Arhivirana inačica izvorne stranice od 29. studenoga 2009. (Wayback Machine)